# Tabitha Stevens

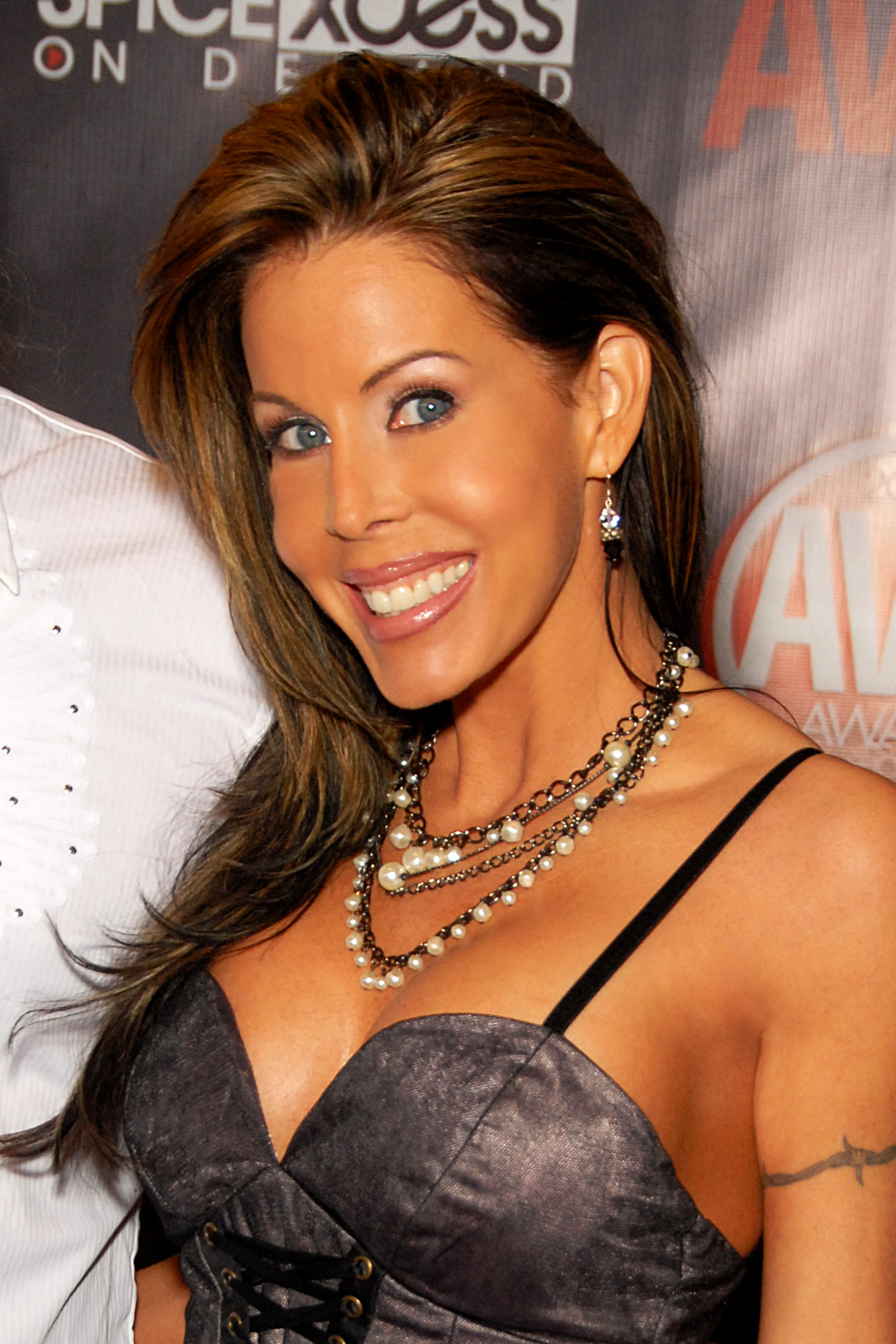
Tabitha Stevens (2010)

Tabitha Stevens (* 16. Februar 1970 in Long Island, New York als Kelly Garrett) ist eine US-amerikanische Pornodarstellerin.

## Karriere
Stevens begann ihre Karriere im Jahr 1996 und war zehn Jahre in der Hardcorebranche aktiv. In dieser Zeit wirkte sie in mehr als 200 Filmen mit. Sie erlangt besondere Bekanntheit durch ihre Auftritte in der Howard Stern Show und ihre Offenheit über ihre zahlreichen Schönheitsoperationen. Auf ihrer Website beschreibt sie sich selbst als „plastic surgery junkie“ und hat eine Liste über die unterschiedlichen Eingriffe veröffentlicht.
Stevens war auch in der Reality-TV-Show Dr. 90210 mit ihrer Wangen-Implantat-Operation zu sehen. Bei einer Episode der Howard Stern Show wurde jemand aus dem Publikum gefragt, die Bleich-Creme für Anal-Bleichen anzuwenden.
Am 13. März 2006 hatte Stevens einen Auftritt in der Howard Stern Show, bei dem sie ihren ersten Non-Pornofilm mit dem Titel The Shaman promotete. Am 27. März 2008 machte Stevens Schlagzeilen, als das Produktionsstudio „3rd Degree“ verkündete, dass Stevens als Pornodarstellerin zurückkehrt und für eine nur 15-minütige Blowjob Szene 5.000 US-Dollar erhält, im Film Head Case #4. Dies bedeutete das Ende einer sechsjährigen Pause vom Hardcorebusiness. Im Jahr 2009 ist Stevens der Cover-Star in Seasoned Players 10, einem Film des MILF-Genre. Im Jahr 2010 spielt sie die Hauptrolle in dem Porno-Thriller Sanatorium.

## Auszeichnungen
- 2007: Aufnahme in die AVN Hall of Fame

## Filmografie(Auswahl)
- Tabitha Unleashed
- 1990: Weekend Blues
- 1997: Lethal Lust
- 1998: Corkscrew
- 2000: The Sopornos
- 2000: Traces of Love
- 2000: Blonde Brigade
- One Way Ticket
- 2001: Ultimate Dreams
- 2001: Sex Games
- Tabitha and Kimberlys High School Reunion
- 2002: Dripping Wet Sex 1
- 2009: Dirty Rotten Mother Fuckers 3
- 2009: Total Interactive Control of Tabitha Stevens
- 2010: Sanatorium
- 2010: Official The Silence of the Lambs Parody
- 2010: MILFs Like It Big 7
- 2010: Official Friday the 13th Parody
- 2011: Official Basic Instinct Parody
- 2011: Official Halloween Parody
- 2012: Official Scarface Parody
- 2012: Monster Mommies 3
- 2012: Step-Bitch Mom
- 2012: Fifty Shades Kinkier
- 2016: Gnardians of the Galaxy and Other Porn Parodies
- 2016: This Isn’t Next Food Network Star: a XXX Parody
- 2017: After Porn Ends 2